# Ormenophlebia saltuum
Ormenophlebia saltuum är en trollsländeart som först beskrevs av Friedrich Ris 1918.  Ormenophlebia saltuum ingår i släktet Ormenophlebia och familjen jungfrusländor. Inga underarter finns listade i Catalogue of Life.